# Alexej Bibik

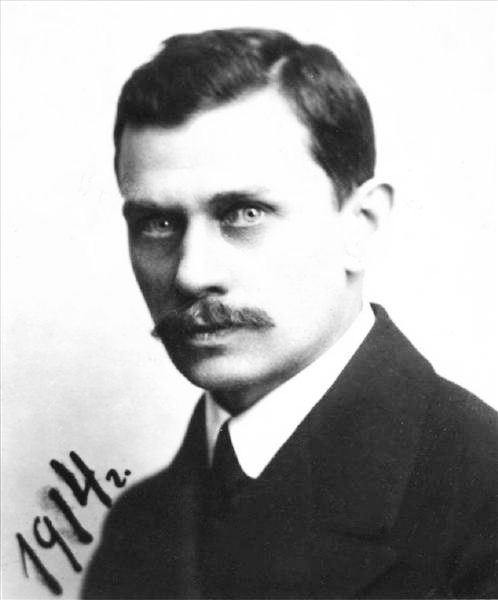
Alexej Bibik

Alexej Pavlovitj Bibik, född 17 oktober 1878, död 18 november 1976, var en rysk författare.
Bibik var järnvägsarbetare i 25 år, deltog i den revolutionära rörelsen och anslöt sig till det socialdemokratiska partiet där han tillhörde mensjevikerna. 1902 började Bibiks litterära karriär. 1912 utkom romanen K sjirokoj doroge, där han på arbetarspråk skriver om arbetarklassen, om maskiner och industriella processer för att egga det revolutionära medvetandet, där han som en av de första mättade sitt framställningssätt med egenartade liknelser och bilduttryck, hämtade från maskinernas värld. Na tjjornoj polose ("På den svarta remsan, 1921) utgjorde en fortsättning på denna. Utan idealisering markerade Bibik motsatsen mellan den gamla, konservativa generationen och den unga revolutionära. Slitningar mellan den mentalitet som tåligt förbidar och den bolsjevikiska aktivismen är temat för hans färgrika skildringar från revolutionär miljö.